# Wally Stiles
Pour les articles homonymes, voir Stiles.
Wally Stiles est un contrôleur des finances, un acériculteur et un homme politique canadien, anciennement député libéral de Petitcodiac à l'Assemblée législative du Nouveau-Brunswick ainsi que ministre.

## Biographie
Wally Stiles est né le 18 octobre 1950 à Sussex, au Nouveau-Brunswick. Ses parents sont Ralph et Elsbeth Stiles. Il a passé la majeure partie de sa vie dans la région de Petitcodiac. En 1968, il obtient son diplôme d'études secondaires avec distinction de l'école régionale de Petiticodiac. Il obtient ensuite un baccalauréat en administration des affaires de l'Université du Nouveau-Brunswick en 1973. Il fréquente cours en comptabilité, en informatique et en fiscalité durant les années suivantes.
Il travaille pour Goodyear Canada, pour Modern Enterprises Limited et durant 24 ans comme contrôleur des finances de Cement Cartage Company Limited, à Havelock. Il est toujours acériculteur.
Il est élu conseiller municipal de Petitcodiac en 1995 et chargé des services de protection. Il est réélu en 1998 et nommé maire suppléant, en plus d'obtenir la responsabilité des finances municipales.
Wally Stiles est membre de l'Association libérale du Nouveau-Brunswick. Il est élu pour la première fois à l'Assemblée législative du Nouveau-Brunswick le 7 juin 1999, durant la 54e élection générale, afin de représenter la circonscription de Petitcodiac. Il préside le Comité spécial de l’assurance des voitures particulières durant la 56e législature.
Il est réélu à la 55e législature le 9 juin 2003, lors de la 55e élection générale. Il préside alors le Comité permanent des corporations de la Couronne, en plus d'être vice-président du Comité spécial de l'assurance automobile publique et du Comtié spécial de l'approvisionnement en bois. Il siège aussi au Comité permanent de modification des lois, au Comité permanent des projets de loi d'intérêt privé, au Comité d'administration de l'Assemblée législative, au Comité spécial des soins de santé et au Comité spécial de l'éducation. Il est de plus whip du gouvernement et président du caucus.
Wally Stiles est réélu à la 56e législature le 18 septembre 2006, lors de la 56e élection générale. Il est assermenté au Conseil exécutif le 3 octobre suivant et nommé ministre des Ressources humaines dans le gouvernement de Shawn Graham. Il devient ministre des Ressources naturelles le 12 novembre 2008.
Il est candidat à sa succession lors de la 57e élection générale, qui se tient le 27 septembre 2010, mais n'est pas réélu.
Impliqué dans sa communauté, il a participé des organismes tels que la Légion royale canadienne, les Jaycees et le comité local de maintien de l’ordre, en plus d'être président fondateur de la Petitcodiac and District Promotional Association, membre du conseil d'administration du service d’ambulance de Petitcodiac et de Salisbury et conseiller de l'église unie Saint James. Il est de plus Officier de l'escadron 639 des Cadets de l'aviation royale du Canada, à Petitcodiac, où il a été officier adjoint, officier de l'instruction et finalement commandant. Il a reçu la Décoration canadienne pour service.
Il se passionne pour le plein air, participe à l'aménagement de terrains boisés et aime le curling, le golf et les véhicules tout-terrain.
Il épouse la députée de Moncton-Ouest, Joan MacAlpine-Stiles, le 17 septembre 2005. Le couple a trois filles.